# Harold Davies (baron Davies de Leek)
Pour les articles homonymes, voir Davies.
Harold Davies, baron Davies de Leek, (31 juillet 1904 - 28 octobre 1985) est un homme politique du parti travailliste britannique.
Il est élu aux élections générales de 1945 comme député de Leek dans le Staffordshire, et occupe le siège jusqu'à sa défaite aux élections générales de 1970 par le candidat conservateur David Knox. Davies est ensuite créé pair à vie le 28 septembre 1970, en tant que baron Davies de Leek, de Leek dans le comté de Stafford.

## Carrière parlementaire
Davies est élu en 1945 pour le nord du Staffordshire qui comprend une partie nord de l'agglomération Newcastle-under-Lyme - Stoke-on-Trent, spécialisé dans l'industrie textile.
Il a toujours été associé à la gauche du parti et au "Keep Left" et aux Bevanites. Il est un député local assidu, mais ses opinions de gauche l'écartent d'un poste ministériel sous les gouvernements Attlee (1945-51).
Il est secrétaire parlementaire du ministère des Pensions de 1964 à 1966, puis secrétaire parlementaire du ministre de la Sécurité sociale jusqu'en 1967. Par la suite, il est secrétaire parlementaire privé du premier ministre Harold Wilson entre 1967 et 1970. Il est nommé conseiller privé en 1969.

### Envoyé pour les pourparlers de guerre du Vietnam
Davies a fait la une des journaux lorsque Wilson l'envoie en mission «secrète» à Hanoi pour une tentative de pourparlers entre le leader nord-vietnamien Hô Chi Minh et les Américains et leurs alliés. La politique de soutien de Wilson aux États-Unis est généralement impopulaire et mal soutenue au sein du Parti travailliste. Mais son engagement déclaré à la "relation spéciale" avec les États-Unis, et la nécessité d'un soutien économique américain, l'amène à apporter le soutien de son gouvernement à la politique américaine d'implication militaire au Vietnam.
La mission s'est mal déroulée, avec son secret dévoilé avant que Davies ne sorte de son avion à Hanoi. Les Américains sont furieux, les diplomates britanniques embarrassés et en colère et Ho Chi Minh refuse de rencontrer Davies.
Lorsqu'il est aux Communes, Davies dirigeait le groupe de 40 membres qui parlaient espéranto.